# Jean Lesage
Pour les articles homonymes, voir Jean Lesage (homonymie).
Jean Lesage, né le 10 juin 1912 à Montréal et mort le 12 décembre 1980 à Sillery, est un avocat et homme politique québécois.
D'abord actif sur la scène fédérale dans les gouvernements de Mackenzie King et de Louis St-Laurent de 1945 à 1957, il poursuit sa carrière sur la scène politique québécoise en devenant chef du Parti libéral du Québec en 1958. Appuyé par l'« équipe du tonnerre » et par son programme politique « à la fois intensément réformiste et intensément nationaliste », il remporte les élections de 1960.
En tant que premier ministre du Québec, Jean Lesage rompt avec ses prédécesseurs et prône une « politique de grandeur », visant la mise en place d'un État planificateur et modernisateur. Il dote le gouvernement du Québec d'une fonction publique et d'institutions modernes, reflétant une volonté d'émancipation nationale dans les domaines administratif, économique, social et culturel.
Réélu en 1962, il entame la nationalisation de l'électricité au Québec. Il voit également à la mise en place du ministère de l'Éducation, de la Caisse de dépôt et placement et de la Régie des rentes. Malgré la popularité de ses réformes, il perd les élections de 1966 face à Daniel Johnson.
Surnommé le « père de la Révolution tranquille, par son rôle et ses contributions à la construction d'un État moderne, Jean Lesage est considéré par plusieurs comme l'un des premiers ministres les plus importants de l'histoire du Québec.

## Biographie

### Jeunesse
Jean Lesage vient au monde à Montréal le 10 juin 1912. Aîné d'une famille de huit enfants, il est le fils de Xavéri Lesage, un directeur régional d'une compagnie d'assurances originaire de Louiseville, et de Cécile Côté, une institutrice originaire du Bic.
Son enfance est fortement marquée par l'influence de sa mère. Exigeante sur le plan de la discipline et animée par « une volonté et une énergie indomptables », selon le biographe Dale Thomson, la mère de Jean Lesage n'avait pu mener la carrière qu'elle avait désirée, à cause des normes sociales de l'époque. C'est pourquoi elle « reporta[it] sur son fils aîné ses propres espérances et aspirations ». Encouragé au dépassement de soi et à la poursuite des plus grandes ambitions, le garçon se trouve très vite attiré par la politique. Cette attirance s'expliquait également par l'influence de son oncle paternel Joseph Arthur « J. A. » Lesage, associé de son père dans sa compagnie d'assurances, et également l'un des principaux organisateurs du Parti libéral dans la région de Québec.

#### Études

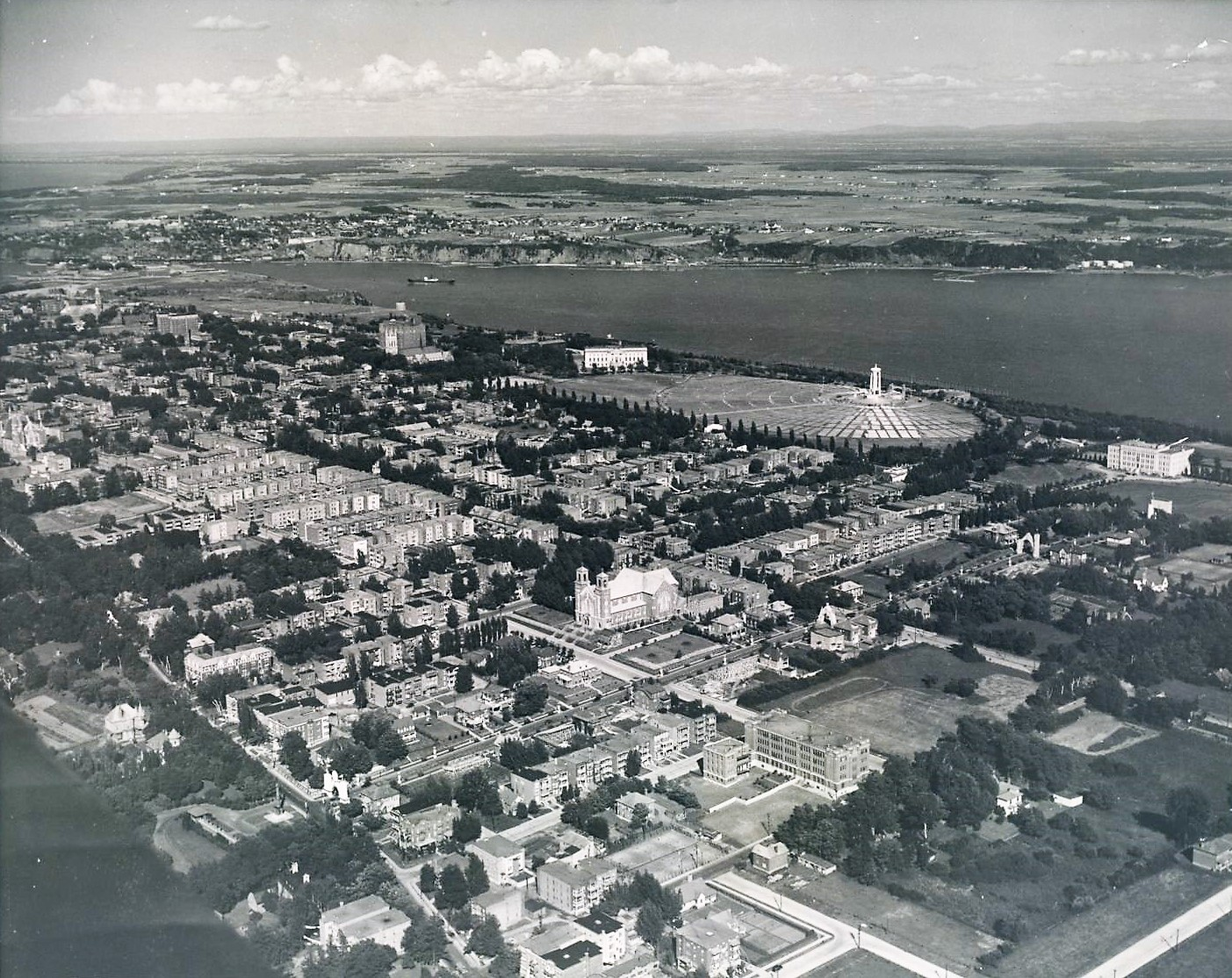
Jean Lesage grandit dans le quartier Montcalm de Québec.

Jean Lesage passe ses premières années d'école primaire au jardin de l'enfance Saint-Enfant-Jésus de Montréal. En 1921, son père reçoit une promotion le forçant à déménager à Québec. La famille Lesage s'établit alors dans le quartier Montcalm de Québec. Jean termine ses études primaires au pensionnat Saint-Louis-de-Gonzague, une école tenue par les Sœurs de la Providence, réputée pour « offrir la meilleure préparation au programme des collèges classiques et avoir une compétence particulière dans l'enseignement du français oral et écrit ».
Élève brillant, il poursuit ses études au Séminaire de Québec à partir de 1923. Charismatique et éloquent, il se distingue en art dramatique et en art oratoire. Il se montre aussi particulièrement doué en mathématiques, remportant le prestigieux prix Webster pour avoir obtenu les meilleurs résultats dans cette matière.
Jean Lesage termine son cours classique en 1931. Le Québec est alors plongé en pleine Grande Dépression. Sa famille est durement touchée par la crise et son père se voit une fois de plus contraint de déménager pour travailler, cette fois au Lac-Saint-Jean. Toutefois, au lieu d'amener toute la famille avec lui, Xavéri Lesage confie à son fils aîné le rôle de chef de famille aux côtés de sa mère. Afin de subvenir à leurs besoins, Jean Lesage se met à travailler dans une tabagie possédée par son oncle.
Tout en travaillant, il s'inscrit à la Faculté de droit de l'Université Laval à l'automne 1931. Il commence à se faire un nom auprès du Parti libéral du Québec à la même époque, en prononçant ses premiers discours comme orateur lors des élections du mois d'août 1931. Malgré ses talents et ses liens avec son oncle et le Parti libéral, sa situation financière demeure précaire. Ne réussissant pas à trouver de meilleur emploi, il finit par s'enrôler dans le Corps-école des officiers de l'Armée canadienne. Cette expérience militaire le marque grandement, lui inculquant un sens de la discipline qui l'accompagnera le reste de son existence. Fréquemment appelé au camp d'entraînement de Kingston en Ontario, l'expérience lui permet également de se familiariser avec la langue anglaise.
Il complète sa licence en droit en juin 1934.

### Avocat

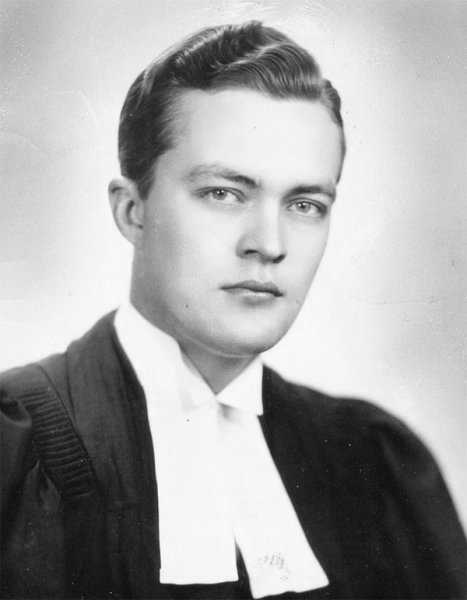
Jean Lesage, avocat.

Jean Lesage commence à pratiquer le droit à Québec avec son cousin Paul Lesage en 1935. Se faisant une réputation d'avocat travailleur et consciencieux, au début de la Seconde Guerre mondiale, il travaille également comme procureur de la Couronne pour la Commission des prix et du commerce.
En 1942, alors que le Canada se déchire sur la question de la conscription, il recrute deux nouveaux associés pour son cabinet : Valmore Bienvenue (ministre de la Chasse et des Pêcheries dans le gouvernement d'Adélard Godbout) et Chubby Power (ministre de l'Air et ministre associé de la Défense nationale dans le gouvernement de Mackenzie King, ami de son oncle J.A. Lesage et autre principal organisateur libéral de la région de Québec) . Ces deux nouveaux associés constituent de puissants soutiens auprès du gouvernement fédéral et du gouvernement du Québec.
Tout en pratiquant le droit, Jean Lesage avait participé à diverses élections durant les années 1930. Il s'était fait particulièrement remarquer lors des élections de 1939 en faisant des discours en faveur d'Adélard Godbout. Ce dernier ayant dû s'absenter de sa circonscription pour parcourir tout le Québec, il lui avait demandé de faire campagne à sa place dans sa circonscription de L'Islet. L'accueil favorable donné au jeune avocat durant la campagne avait laissé une impression favorable au sein des libéraux. Ainsi, à l'approche des élections fédérales de 1945, Jean Lesage fut recruté comme candidat pour la circonscription fédérale de Montmagny-L'Islet. S'appuyant sur les efforts qu'il avait déployés dans la région en appui à Godbout, le 11 juin 1945, il est élu député avec une majorité de 4 279 voix.

### Carrière fédérale (1945-1958)

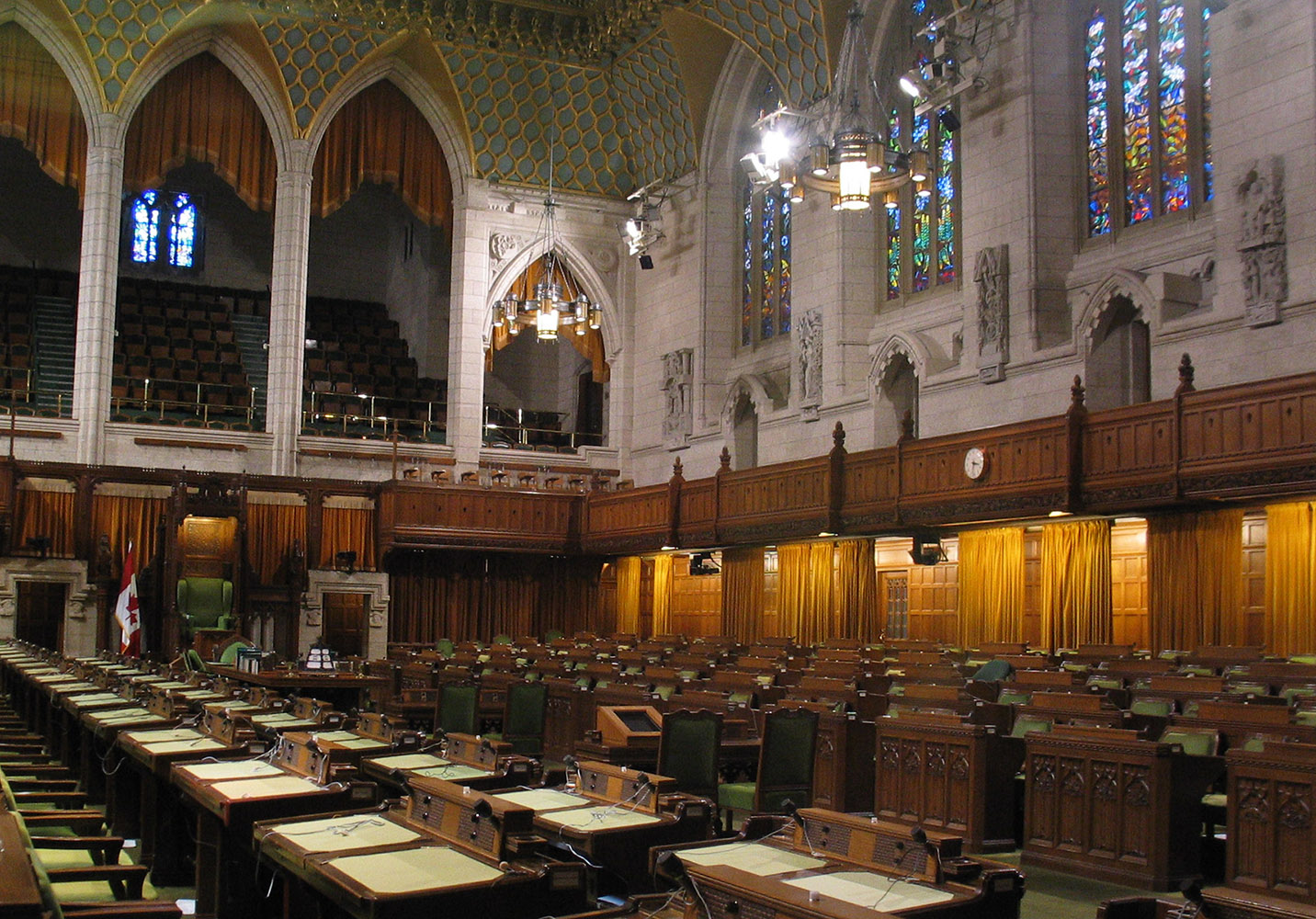
Jean Lesage commence sa carrière politique à Ottawa. Il est député à la Chambre des communes de 1945 à 1958.

L'arrivée de Jean Lesage à la Chambre des communes se déroule dans un contexte très difficile. Le gouvernement libéral de Mackenzie King faisait face à une forte opposition nationaliste au Québec, incarnée par l'Union nationale de Maurice Duplessis. Réélu en 1944, Duplessis cherchait à récupérer les pouvoirs cédés au gouvernement fédéral par les provinces durant le conflit. En réponse, Mackenzie King avait rallié les électeurs autour d'une politique de reconstruction, dans le but de préparer la fin du conflit et le retour à une économie de paix. Lesage appartenait donc à une nouvelle cohorte de jeunes députés fédéraux élus au Québec, se définissant « d'abord et avant tout comme des Canadiens » et prônant « le canadianisme et l'indépendance politique et économique d'un Canada uni ».
Pour lui et les autres membres de cette cohorte (dont trois futurs ministres de la Révolution tranquille : Lionel Bertrand, René Hamel et Georges-Émile Lapalme), « l'État moderne devait imposer des règles à l'économie et s'efforcer d'assurer à chaque citoyen un niveau de vie décent » tout en « laiss[ant] les coudées franches à la concurrence, génératrice de grandes réussites ». Aspirant à l'indépendance du Canada par rapport à l'Empire britannique et à l'égalité entre Canadiens francophones et anglophones, Lesage préconisait « des mesures propres à nourrir un véritable patriotisme canadien : drapeau canadien distinctif, citoyenneté canadienne, hymne national canadien ».
S'intégrant bien à son nouveau milieu, il commence à faire ses preuves en mars 1950 en coprésidant un comité d'étude sur un projet de régime de retraite pancanadien. À l'automne de cette même année, il participe à la délégation canadienne à l'Assemblée générale des Nations Unies, à New York. Il fait alors la rencontre de Lester Pearson, Secrétaire d'État aux Affaires extérieures dans le gouvernement de Louis St-Laurent. Cette rencontre est déterminante dans la carrière de Lesage et lui permet d'obtenir un poste prestigieux au sein du gouvernement. Il devient l'adjoint parlementaire de Pearson le 24 janvier 1951. À travers ses missions à l'étranger, Lesage découvre les réalités de la diplomatie canadienne.
En janvier 1953, il change de poste et devient adjoint du ministre des Finances Douglas Abbott. En assistant aux réunions des fonctionnaires du ministère et de la Banque du Canada, Jean Lesage découvre le monde des opérations financières du gouvernement. Il occupe ses fonctions jusqu'aux élections fédérales du 13 août 1953, reportant au pouvoir le gouvernement libéral à 169 sièges contre 51 pour le Parti progressiste-conservateur dirigé par George Drew.

#### Ministre (1953-1957)

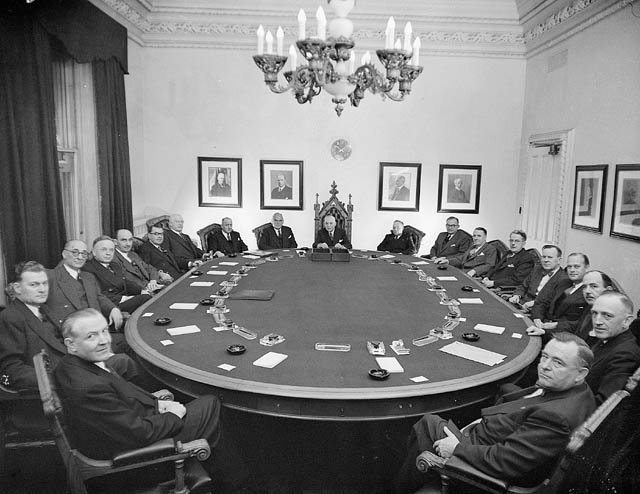
En 1953, Jean Lesage entre au cabinet de Louis St-Laurent. Âgé de 41 ans, il est alors le plus jeune ministre du gouvernement du Canada.

Le 17 septembre 1953, Jean Lesage fait son entrée au cabinet de Louis St-Laurent à titre de ministre des Ressources et du Développement économique. Sa première tâche est de réorganiser son département en un nouveau ministère : celui des Affaires du Nord et des Ressources nationales. Ce ministère supervisant la gestion des parcs fédéraux, de l'énergie et des forêts, était également responsable de l'administration des Territoires du Nord-Ouest (TNO). Dans le cadre de ses fonctions, Jean Lesage voit à la mise en place d'un nouveau système scolaire dans les TNO, permettant d'augmenter le taux de fréquentation scolaire chez les jeunes de 15 % à 50 % grâce à des établissements pris en charge par l'État.
En matières constitutionnelles et fiscales, il demeure solidaire de ses collègues fédéraux et de l'application des programmes dits « nationaux » (pancanadiens). Sans présenter d'objection sérieuse aux propositions empiétant sur les champs de compétence des provinces, il défend cependant une interprétation légaliste de la constitution de 1867. Ainsi, lors de l'affrontement entre Duplessis et St-Laurent sur la question de l'impôt sur le revenu des particuliers en 1954, face aux demandes du Québec, Lesage refuse lui aussi de reconnaître ce champ de compétence comme étant un domaine exclusif aux provinces. Suivant la recommandation d'un haut fonctionnaire de la Banque du Canada, il se fait aussi l'avocat d'un régime de péréquation, géré par le gouvernement fédéral.
Malgré ces efforts, la situation des libéraux fédéraux se renverse de façon inattendue aux élections du 10 juin 1957 : le Parti libéral est battu par le Parti progressiste-conservateur de John Diefenbaker, formant un gouvernement minoritaire. Réélu malgré la défaite, Jean Lesage se retrouve cette fois dans l'opposition. Tenu responsable de la défaite de son parti, Louis St-Laurent annonce son départ de la vie politique. Un congrès à sa succession est organisé en janvier 1958. Deux aspirants-chefs se présentent : l'ancien Secrétaire d'État aux Affaires extérieures Lester Pearson et son rival, l'ancien ministre de la Santé Paul Martin. Appuyant Pearson, Jean Lesage se sert de la plateforme que lui offre ce congrès pour présenter une série de propositions progressistes, comme l'élargissement des pensions de vieillesse et l'instauration de la gratuité scolaire.
À la suite de la désignation de Lester Pearson comme nouveau chef des libéraux fédéraux, le premier ministre Diefenbaker déclenche de nouvelles élections en mars 1958. Le gouvernement sortant arrache cette fois une majorité de sièges avec 212 élus (dont 50 provenant du Québec). Pris de court, le Parti libéral chute à 49 députés. Lesage réussit néanmoins à conserver son siège.

### Arrivée en politique québécoise
Au Québec, l'Union nationale de Maurice Duplessis régnait solidement depuis 1944. Chez les libéraux, le chef Georges-Émile Lapalme avait été poussé vers la sortie par ses partisans après une seconde défaite consécutive aux élections de 1956. Un congrès à sa succession avait été annoncé pour le mois de mai 1958. Trois candidats se présentent à ce congrès : Georges-Émile Lapalme, le chef sortant, Paul Gérin-Lajoie, ancien boursier Rhodes, constitutionnaliste et président de la Fédération libérale du Québec (la FLQ); et René Hamel, ancien député du Bloc populaire passé chez les libéraux québécois en 1956.
À la suite de la déroute de mars 1958, les espoirs de Jean Lesage se tournent désormais vers la scène politique québécoise. Incité par son ami Maurice Lamontagne et par le père Georges-Henri Lévesque, il accepte finalement de se lancer dans la course le 28 avril 1958. Chez les libéraux, cette annonce est d'abord accueillie avec méfiance. Peinant depuis des années à marquer leur indépendance par rapport aux libéraux fédéraux, les libéraux québécois redoutaient que cette candidature d'un ancien ministre fédéral n'alimente l'image négative de « filiale » d'Ottawa entretenue par leurs adversaires, et les condamne une fois de plus à la défaite. Ouvert aux idées de réformes proposées par Georges-Émile Lapalme, Lesage réussit à convaincre le chef sortant de l'appuyer et de se retirer de la course. Le 31 mai 1958, Lesage est élu nouveau chef du Parti libéral du Québec. Appelant à la fin de la « dictature » de l'Union nationale, il prône une politique de grandeur et de justice sociale. Il propose notamment de doter le Québec d'une assurance-hospitalisation, d'accorder les subventions fédérales aux universités et de mettre en place des soumissions publiques pour les contrats avec le gouvernement.

#### Automne 1959

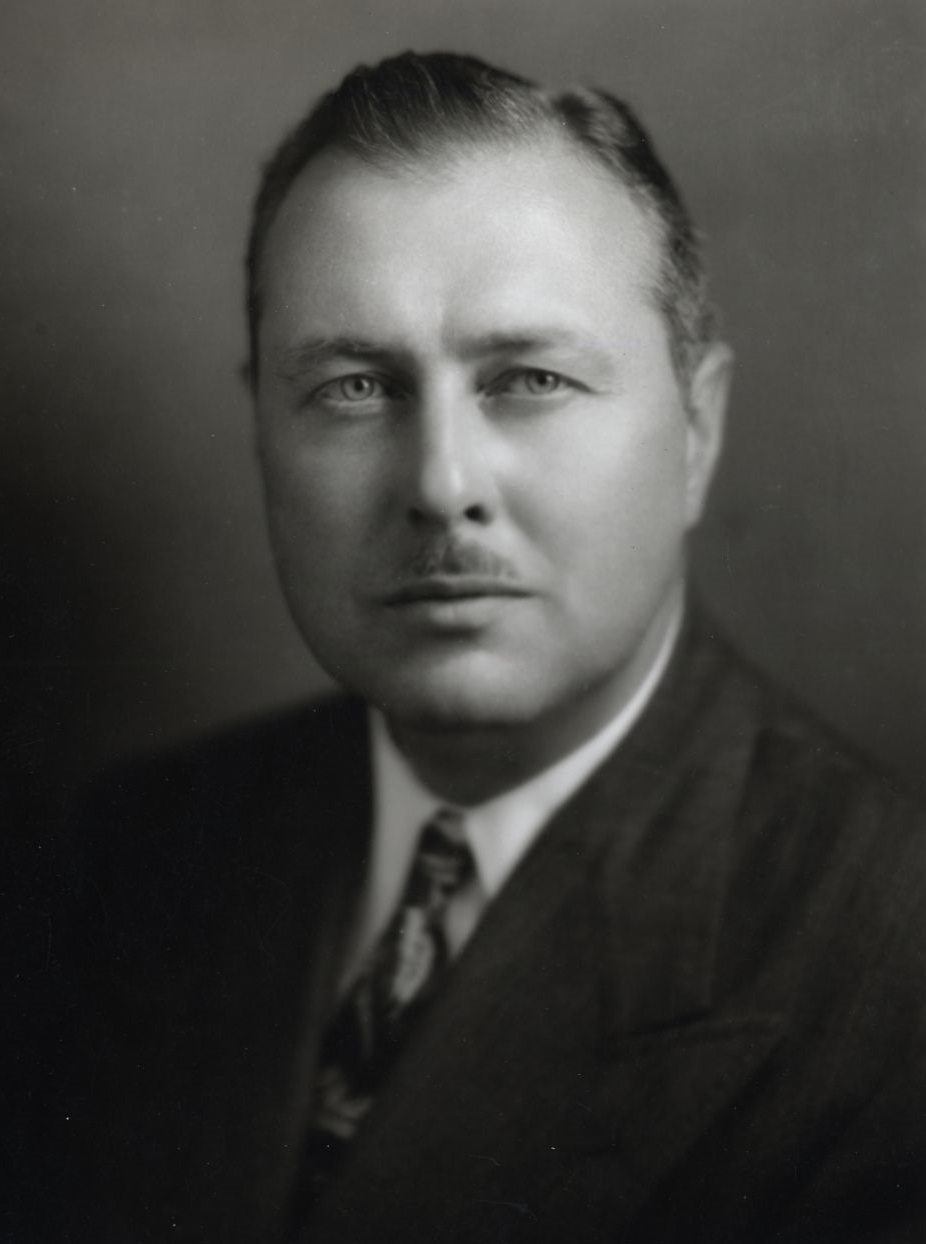
L'arrivée de Paul Sauvé à la tête de l'Union nationale en 1959 place Jean Lesage dans une situation très difficile.

En septembre 1959, Maurice Duplessis meurt. Son successeur, Paul Sauvé, ouvre la porte à une série de changements le rendant très populaire. Ce nouveau chef ouvrant la porte aux changements réclamés depuis longtemps (avec une attitude résumée par le mot « désormais » que lui attribuent les journalistes) éclipse totalement le chef libéral. Ainsi, « malgré la disparition de Duplessis, les scandales, l’usure du pouvoir et tous les autres problèmes laissés en suspens », un sondage révèle que « [e]n cet automne 1959, la plupart des Québécois semblent préférer le parti de Paul Sauvé à celui de Jean Lesage » en vue des prochaines élections. Cherchant à se positionner, Lesage lance un livre-programme intitulé Lesage s'engage présentant ses solutions aux principaux problèmes de l'heure.
Malgré son passé dans le gouvernement fédéral, dont la philosophie passait par une centralisation des pouvoirs (en particulier celui de Louis Saint-Laurent), Jean Lesage s'adapte rapidement à sa nouvelle responsabilité. Ainsi, pour la première fois, un chef libéral adopte non seulement la défense de l'autonomie provinciale mais décide d'en faire « un signe de force et un principe d'action ». Délaissant ainsi la défense de l'autonomie basée sur les discours et le maintien des structures traditionnelles, sa position cherche à la fois à défendre les intérêts du Québec et à prendre des initiatives : « Notre gouvernement fera servir l'autonomie provinciale à la restauration politique, économique et sociale de notre peuple ».
Toutefois, l'engouement pour Paul Sauvé lui laisse peu de place sur la scène politique. De son propre aveu, à l'approche des élections, il affirmera en rétrospective : « Si M. Sauvé n’était pas décédé et s’il y avait eu des élections en juin 1960, je ne pense pas que j’aurais pu prendre le pouvoir ». Contre toute attente, Sauvé meurt subitement le 2 janvier 1960. Jean Lesage se retrouve alors devant une situation inespérée.

#### Élections de 1960
Les élections sont déclenchées le 27 avril 1960 par Antonio Barrette. Ancien ministre du Travail, devenu premier ministre, Barrette n'a pas toutefois le capital de sympathie ni l'ambition réformiste de son prédécesseur. Face à Barrette et à une Union nationale perçue jusque-là comme « invincible » par plusieurs, Jean Lesage s'entoure d'une équipe de candidats vedettes dans le but de faire une percée : René Hamel, Georges-Émile Lapalme, Paul Gérin-Lajoie et un nouveau venu, René Lévesque. Avec le slogan « C’est l'temps qu'ça change! », dans un esprit de renouveau de la vie politique, le Parti libéral baptise ses nouveaux candidats « l'équipe du tonnerre ».
Jean Lesage mène une campagne énergique, dénonçant les abus du régime unioniste et du « duplessisme ». Il défend un programme rédigé par Georges-Émile Lapalme, comprenant plusieurs réformes recommandées par le rapport de la Commission royale d’enquête sur les problèmes constitutionnels (commission Tremblay), et qui avaient été laissées de côté par l'Union nationale. On y trouve entre autres « l'établissement d’une assurance-hospitalisation, la gratuité scolaire, la rédaction d’un nouveau Code du travail et la création d'un ministère des Affaires culturelles ».
Au bout d'une campagne marquée par les scandales et les irrégularités électorales, Jean Lesage est élu premier ministre avec 51 % des voix.

### Premier ministre du Québec

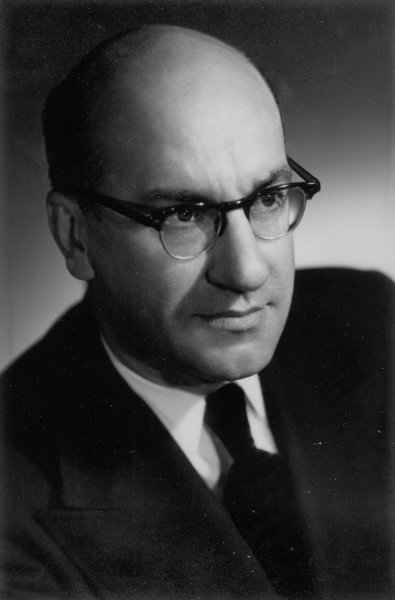
Prédécesseur de Jean Lesage, Georges-Émile Lapalme est le penseur derrière le programme du Parti libéral de 1960. Il sera l'un des principaux ministres de la Révolution tranquille jusqu'en 1964.

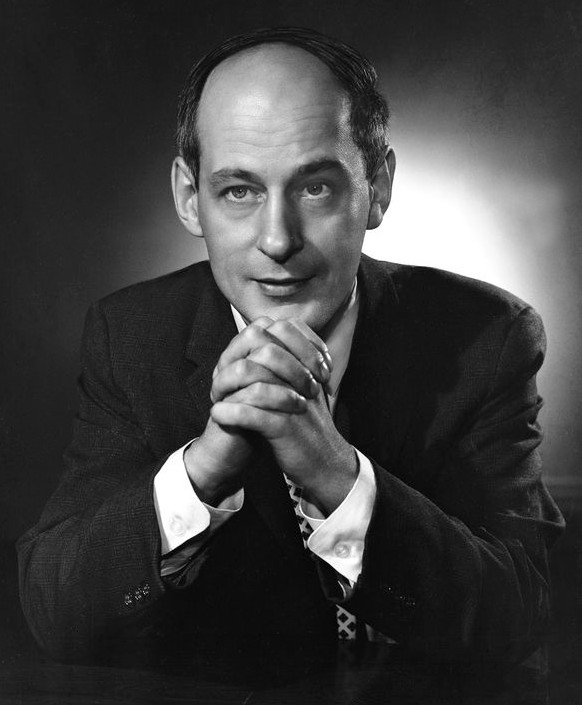
Ancienne vedette de la télévision, René Lévesque sera lui aussi l'un des ministres les plus populaires de la période.

#### Révolution tranquille
Jean Lesage forme un cabinet composé de nombreux ministres-vedettes : l'ex-journaliste étoile de Radio-Canada (et animateur de l'émission Point de mire) René Lévesque est nommé ministre des Ressources naturelles. Le constitutionnaliste Paul Gérin-Lajoie devient ministre de la Jeunesse. René Hamel, avocat de formation féru de sciences politiques et sociales, est nommé ministre du Travail. Enfin, Georges-Émile Lapalme devient vice-premier ministre, procureur général et ministre des Affaires culturelles. Pour sa part, en plus des fonctions de premier ministre, Jean Lesage cumule les titres de ministre des Finances et de ministre des Affaires fédérales-provinciales,.
Placée sous le signe de la modernisation, la législation prévue par le cabinet Lesage s'attaque aux structures étatiques de manière « à élargir le champ d'action et accroître l'efficacité du gouvernement ». La nouvelle approche du gouvernement Lesage est ainsi caractérisée par « une politique interventionniste en économie, dans le domaine social (éducation, santé, sécurité sociale) et dans le domaine administratif (création de plusieurs ministères, réforme de la fonction publique) ». Elle est aussi animée par « un profond désir de mettre fin aux pratiques arbitraires de l’ancien gouvernement, comme les octrois discrétionnaires et le trafic d’influence ». Enfin, cette nouvelle approche est aussi caractérisée par « un nationalisme plus revendicateur, axé sur l’offensive ». Dans cet esprit, l'un des premiers gestes du gouvernement est de mettre en place des appels d'offres pour les contrats publics, notamment dans le domaine de la construction. Il tient également une commission d'enquête sur les pratiques douteuses de l'ancien gouvernement de l'Union nationale : la Commission Salvas.
Dans la foulée de ces réformes, en 1961, le gouvernement de Jean Lesage intervient aussi dans deux domaines traditionnellement réservés à l'Église catholique (la santé et l'éducation). Il crée ainsi un régime d'assurance-hospitalisation, offrant une couverture universelle aux Québécois pour les frais d'hôpitaux. Il met également sur pied une réorganisation du ministère de la Jeunesse avec Paul Gérin-Lajoie et annonce la tenue d'une commission d'enquête sur l'état de l'instruction publique au Québec (Commission Parent). Dans le domaine économique et industriel, il crée la Société générale de financement (SGF) permettant de remettre entre des mains québécoises le contrôle d'entreprises faisant affaire au Québec. Enfin, dans le domaine administratif, il crée quatre nouveaux ministères : un ministère des Affaires culturelles, un ministère des Richesses naturelles et un ministère des Affaires fédérales-provinciales. Ce dernier ministère s'avère crucial dans le développement de la présence du Québec à l'étranger. Il mènera à l'inauguration des bureaux du Québec à Paris en 1961, puis à Londres en 1963.
Toutes ces actions marquent un tournant majeur dans l'histoire du Québec, mettant fin à une époque dominée par l'Église catholique, l'Union nationale et le capital anglo-américain (dite la « Grande noirceur ») et inaugurant une ère de rattrapage et de grands projets émanant de l'État (la « Révolution tranquille »).

#### Nationalisation de l'hydroélectricité

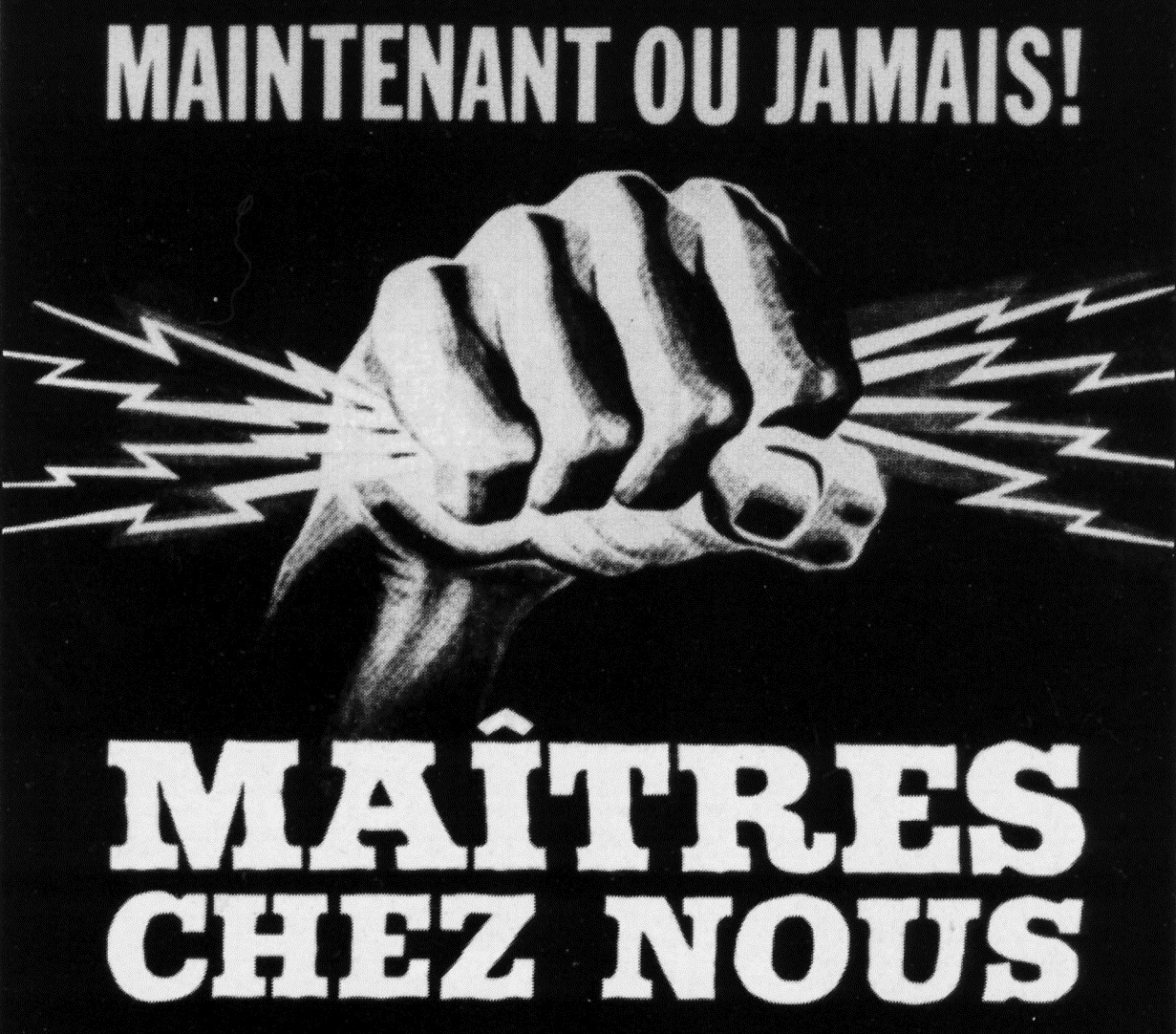
En 1962, Jean Lesage déclenche des élections anticipées sur une question d'envergure : l'étatisation de l'électricité. Avec son slogan « Maîtres chez nous », cette campagne est une étape clé de la Révolution tranquille.

Ancré dans une tradition libérale classique, le gouvernement du Québec disposait d'une autonomie relative tant sur le plan politique qu'économique. En revanche, dans ce nouveau contexte de progrès harnaché à une nouvelle conception du nationalisme québécois, Lesage voulait transformer les institutions et les mentalités. L'un des symboles de ce changement allait être la nationalisation des toutes puissantes compagnies hydroélectriques.
Convaincu par le plaidoyer de son ministre René Lévesque et par l'étude préparée par son conseiller Jacques Parizeau, le 19 septembre 1962, Jean Lesage déclenche des élections anticipées sur la question de la nationalisation de l'électricité. Menées avec un slogan reprenant une phrase du chanoine Lionel Groulx (« Maîtres chez nous »), inscrivant l'action des libéraux dans un mouvement national, ces élections se transforment en une sorte de référendum sur le bilan des deux premières années de réforme : « création de cinq nouveaux ministères, de la SGF, élaboration d’un plan d’assurance hospitalisation et d’un régime d’allocation pour enfants au secondaire, refonte du ministère de la Jeunesse en vue d’un futur ministère de l’Éducation ». Les réalisations des libéraux rallient beaucoup de gens dans les milieux urbains.

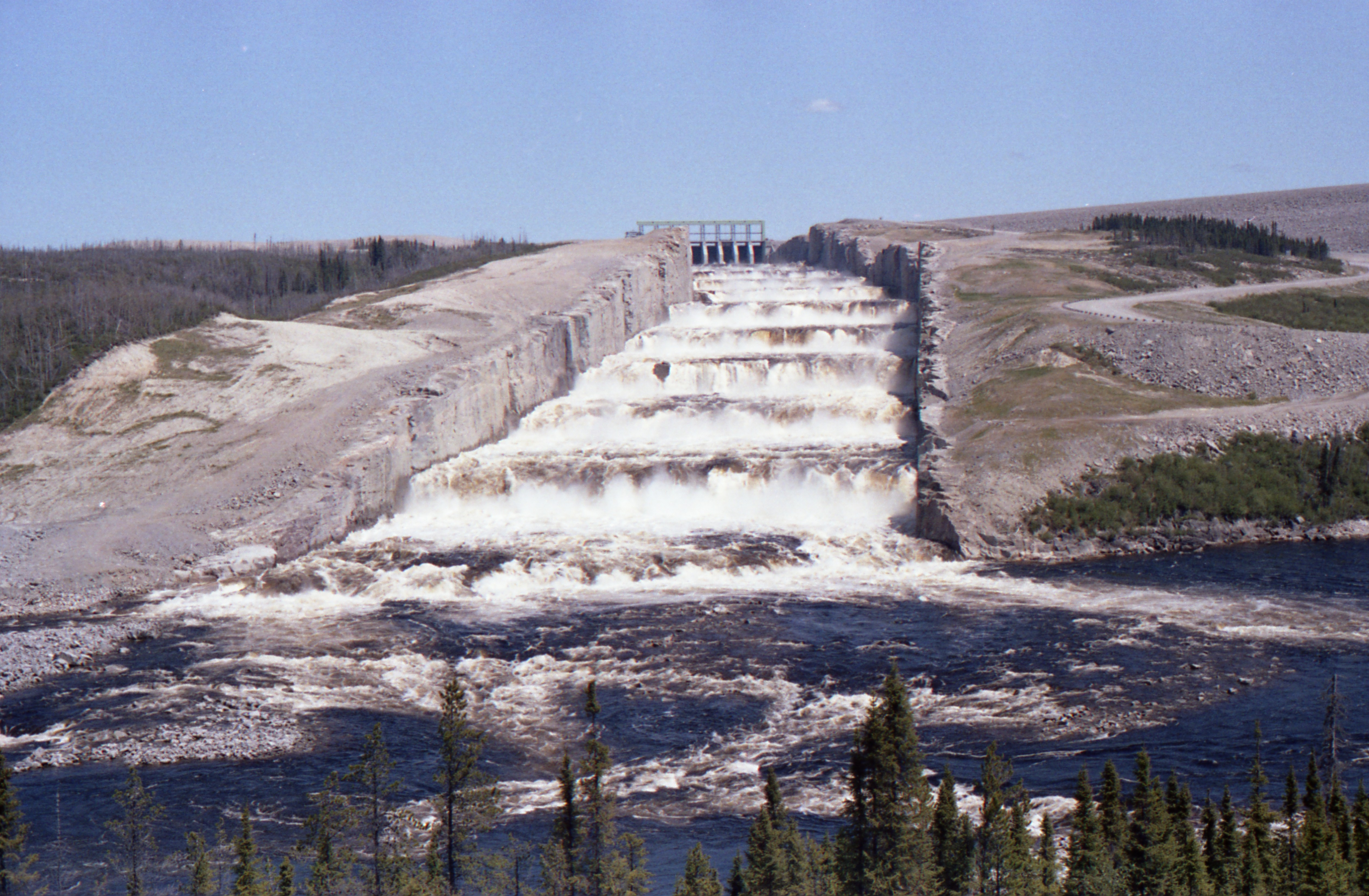
L'étatisation a permis à Hydro-Québec de réaliser ses plus ambitieux projets, tels que la centrale LG-2.

Le 11 novembre, Jean Lesage affronte son adversaire Daniel Johnson, nouveau chef de l'Union nationale, dans un débat télévisé (le premier de l'histoire du Canada). Le message du premier ministre sortant est clair; un vote pour le Parti libéral est un vote pour la nationalisation de l'hydroélectricité. Cet enjeu est une question de progrès vital, chose qu'à ses yeux Duplessis et l'Union nationale ont toujours repoussée :

« Il faut rendre au peuple du Québec ce qui appartient au peuple du Québec ; son plus riche patrimoine, celui de l'électricité. Et ça presse, demain il sera trop tard. C'est maintenant ou jamais que nous serons maître chez nous. »

En préparation à ce débat, Jean Lesage fait appel à des conseillers en communication ayant travaillé aux États-Unis, notamment durant le débat télévisé entre John F. Kennedy et Richard Nixon lors des élections de 1960. Comme le résume l'historien Pierre B. Berthelot : 

« Lesage, calme et bien préparé, est radieux devant les caméras. Johnson, qui n’a pas la même préparation, l’est beaucoup moins. Fouillant dans ses papiers, dépassant son temps de parole, enlevant et remettant ses lunettes, il interrompt constamment son contradicteur et refuse de répondre à certaines questions. À la suite de cette performance, Johnson accuse le réalisateur de l’émission de lui avoir fait perdre 11 circonscriptions. Peu importe l’issue du débat, une grande partie de la population sembla satisfaite des réformes des libéraux. Au scrutin, le Parti libéral est réélu avec 62 sièges (56,4 % des voix). L’Union nationale chute à 31 sièges (42,15 % des voix). »

#### Autres réformes

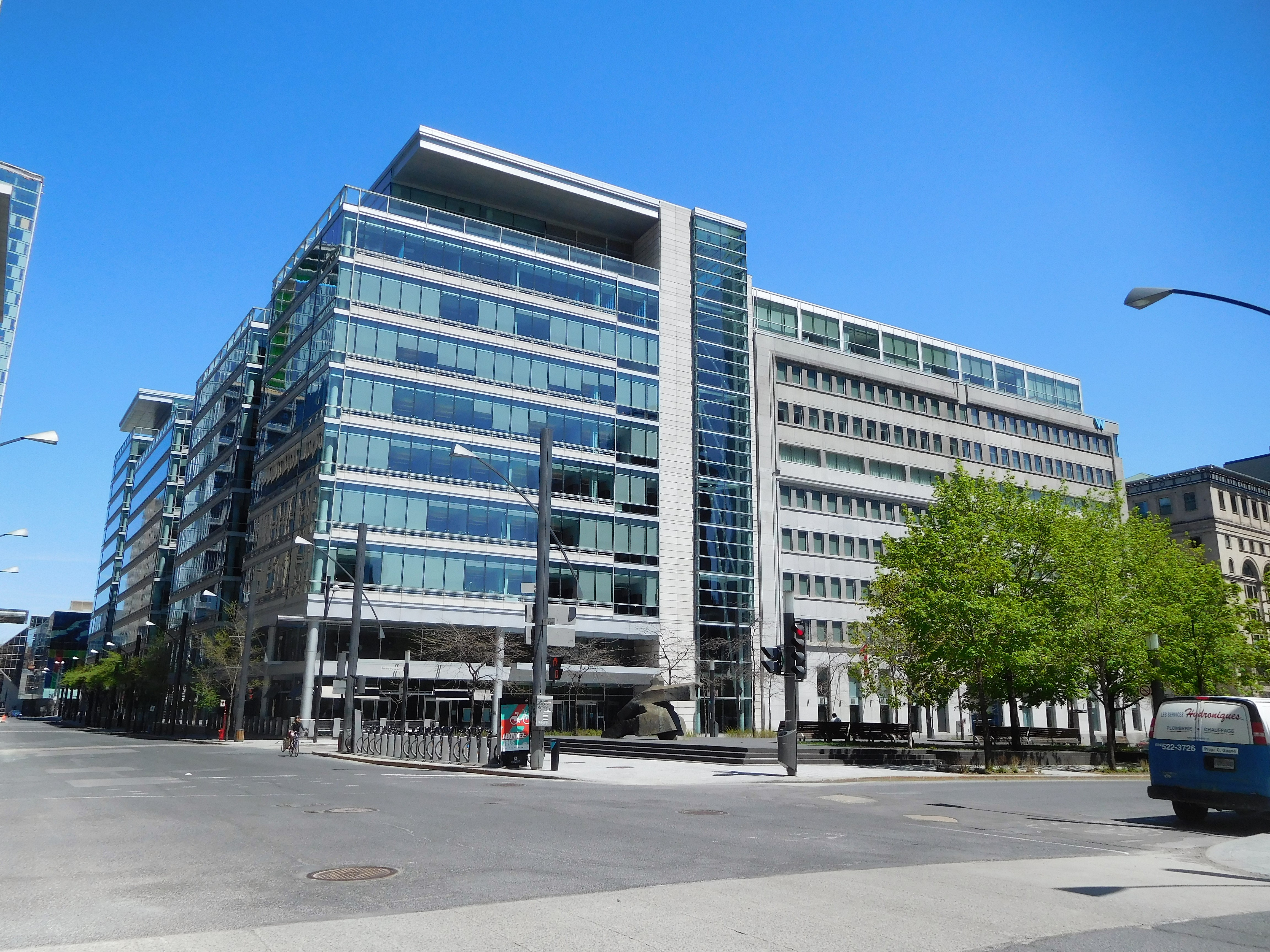
Parmi les autres réalisations de Jean Lesage, on compte également la création de la Régie des rentes et de la Caisse de dépôt et placement du Québec (image ci-dessus) en 1965.

Les réformes se poursuivent avec la création d'un ministère de l'Éducation, visant la prise en charge de l'instruction publique par l'État, en 1964. En 1965, Jean Lesage supervise également la création d'une caisse de retraite publique (la Régie des rentes (RRQ)) et d'un fonds d'investissement pour les grands projets d'infrastructures publiques (la Caisse de dépôt et placement (CDPQ)) en 1965.
D'autres institutions de moindre envergure sont également créées. En 1964, le gouvernement crée Sidbec. Répondant à un problème de longue date dans le domaine de la sidérurgie, cette entreprise devait au départ avoir une vocation nationale. Son but était notamment de concurrencer le monopole de l'acier de l'Ontario. Malheureusement, elle ne réussit jamais à prendre son envol. Une autre initiative importante dans le même domaine est la création de la Société québécoise d'exploration minière (SOQUEM) en 1965. Son but était d'explorer le potentiel minier du Québec afin de diversifier ses exploitations et donc ses sources de revenus.
Sur le plan constitutionnel, le gouvernement de Jean Lesage se démarque également par son passage à l'action, dépassant la posture nationaliste traditionnelle s'opposant à la centralisation fédérale, mais sans offrir d'initiative québécoise en contrepartie. Ainsi, dans le but de trouver une solution aux empiétements sur l'autonomie des provinces, et pour tenter d'endiguer un nouveau mouvement indépendantiste plus revendicateur que jamais, Lesage appuie une nouvelle formule d'amendement à la Constitution canadienne : la formule Fulton-Favreau. Cette formule, en résumé, prévoyait que les amendements affectant toutes les provinces ou les champs de compétence du gouvernement fédéral nécessiteraient le consentement unanime des provinces et du fédéral. Une modification à la Constitution pourrait ensuite être possible, mais seulement si elle était adoptée par le Parlement avec l'approbation des deux tiers des provinces comptant au moins 50 % de la population canadienne.
Cette formule fut dénoncée par plusieurs nationalistes au Québec (comme le constitutionnaliste Jacques-Yvan Morin et le chef de l'Union nationale Daniel Johnson). En plus de n'offrir aucune protection suffisante aux droits du Québec, elle ne donnait pas non plus de droit de veto formel au Québec, risquant ainsi de l'isoler si les neuf autres provinces à majorité anglophone décidaient de modifier une clause de la Constitution sans son accord. Enfin, le critère d'unanimité fut particulièrement dénoncé par Daniel Johnson comme une forme de « camisole de force » constitutionnelle imposée au Québec. Face à la contestation, en mars 1966, Jean Lesage décide de reculer et retire son appui à la formule.
Au printemps 1966, le gouvernement libéral s'essouffle. Malgré l'ampleur et la popularité de ses réformes, leurs tournures engendrent des conflits entre le premier ministre et des membres de son cabinet (en particulier René Lévesque et Georges-Émile Lapalme). Ces conflits éclatent au grand jour et minent l'image d'unité de « l'équipe du tonnerre ». Face à un parti divisé et à une partie de la population irritée par les conséquences des réformes en éducation (notamment la création des polyvalentes et leurs coûts), Jean Lesage voit son leadership de plus en plus contesté.

#### Élections de 1966

Jean Lesage est le premier président des Nordiques de Québec, de 1972 à 1978.

Aux élections de 1966, Jean Lesage mène une campagne le mettant de l'avant. Tentant de reprendre son leadership, la publicité recentre le message du parti sur son chef et non sur l'équipe du tonnerre de 1960. Toutefois, les problèmes d'image se poursuivent pour Lesage, notamment à cause de son tempérament impulsif et parfois autoritaire (perçu comme de l'arrogance) et de ses problèmes de consommation d'alcool.

À la surprise générale, malgré un nombre de voix supérieur (47 %), le Parti libéral perd le pouvoir face à l'Union nationale (avec 41 % des voix), ne remportant que 50 sièges contre 56.

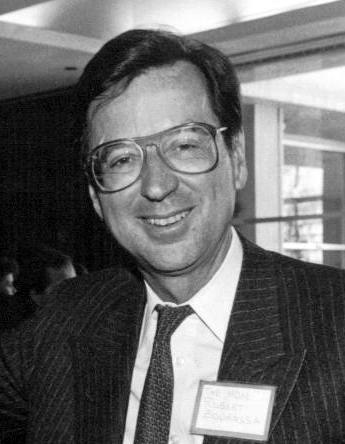
En janvier 1970, Jean Lesage est remplacé par Robert Bourassa (ci-dessus) à la tête du Parti libéral.

#### Succession
Redevenu chef de l'opposition, Jean Lesage demeure en poste jusqu'à ce qu'il annonce son intention de quitter la politique, le 28 août 1969. Un congrès sa succession est ensuite organisé en janvier 1970. Son successeur est son protégé, le jeune député de Mercier Robert Bourassa.

### Retour à la vie privée
Quittant la vie politique, Lesage retourne à la pratique du droit et des affaires. Siégeant au conseil d'administration de diverses entreprises et organisations, il est notamment le premier président des Nordiques de Québec de juin 1972 à juin 1978. Il sera remplacé à ce poste par Marcel Aubut.

### Mort
Il meurt le 12 décembre 1980 à Sillery (un quartier de la ville de Québec depuis 2001). Il est enterré au cimetière Notre-Dame-de-Belmont situé dans le secteur de Sainte-Foy, à Québec, dix jours plus tard.

## Vie personnelle
Jean Lesage épouse Corinne Lagarde le 2 juillet 1938,. Le deuxième père de Corinne Lagarde est Jules Desrochers, père de Paul Desrochers, éminence grise du Parti libéral de 1966 à 1976. Le couple a eu quatre enfants : Jules, René, Marie et Raymond,. René Lesage, né le 22 février 1942, est professeur de linguistique à l'Université Laval.

## Distinctions
Jean Lesage a reçu les distinctions suivantes :

### Honorifiques
- Grand officier de l'Ordre de la Pléiade (14 février 1991), à titre posthume
- Compagnon de l'Ordre du Canada
- Chevalier de l'ordre de Saint-Lazare de Jérusalem
- Chevalier du Très vénérable ordre de Saint-Jean
- Chevalier de l'ordre souverain de Malte
- Conseil privé de la Reine pour le Canada (C.P.)
- Décoration des Forces canadiennes (C.D.)
- Grand Québécois du siècle de l'Académie des Grands Québécois (2000)

### Universitaires
- Docteur honoris causa :
  - de l'Université Bishop's ;
  - de l'Université Concordia ;
  - de l'Université Laval ;
  - de l'Université McGill ;
  - de l'Université de Moncton ;
  - de l'Université de Montréal ;
  - de l'Université Mount Allison ;
  - de l'Université du Nouveau-Brunswick ;
  - de l'Université d'Ottawa ;
  - de l'Université de Sherbrooke ;
  - de l'Université Western Ontario ;
  - du Dartmouth College ;
  - de l'École des sciences politiques d'Athènes.
- Lauréat de la médaille des anciens de l'Université Laval en 1961.

### Hommages

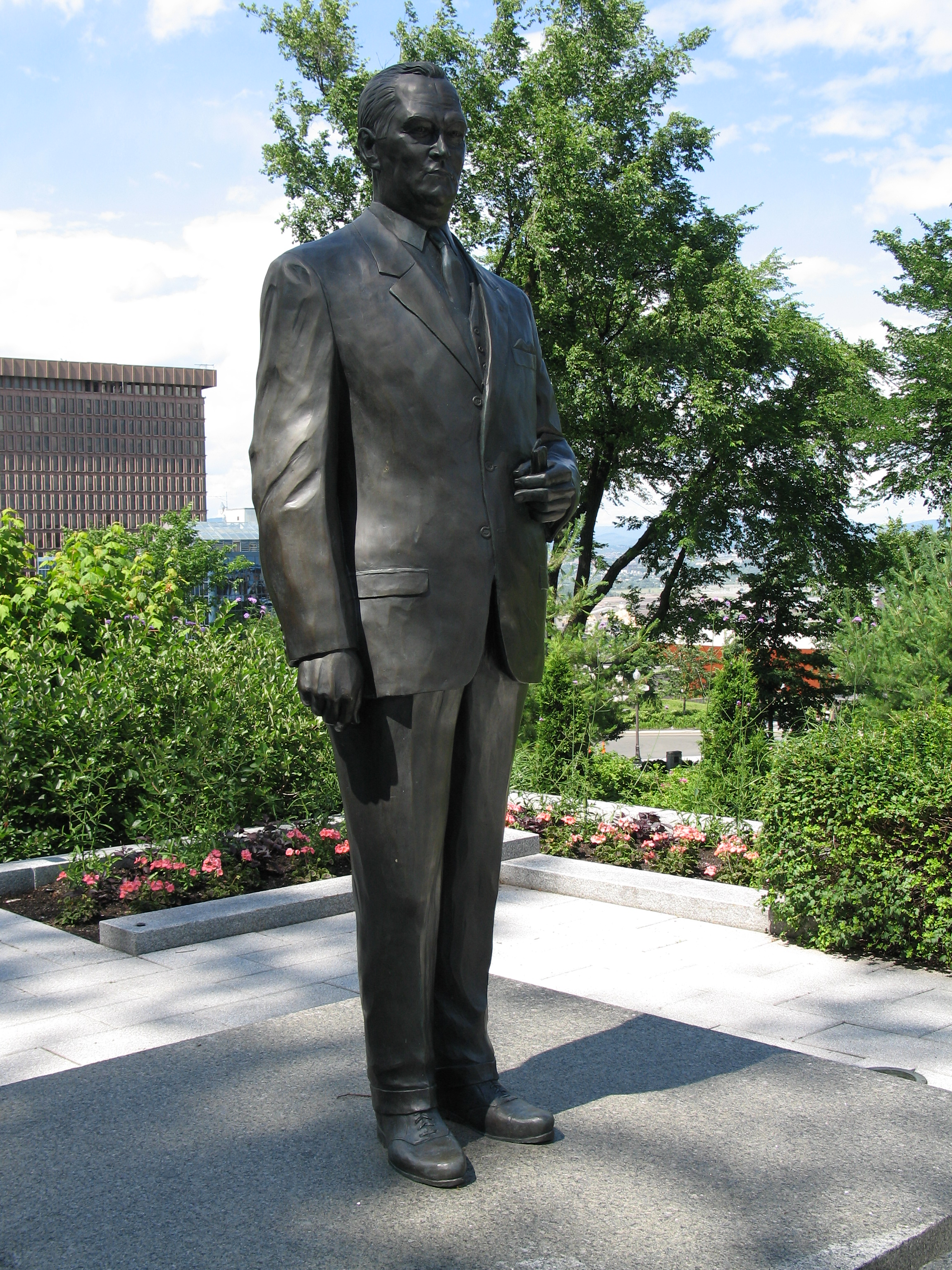
Monument Jean Lesage dans les jardins de l'Assemblée nationale.

Afin de souligner sa mémoire, l'organisation des Nordiques de Québec décerne à partir de janvier 1981 la coupe Jean-Lesage. Cette coupe visait à récompenser le joueur de l'équipe ayant démontré au cours de la saison les plus belles qualités humaines tant en dehors de la patinoire que dans le feu de l'action.
En toponymie, environ 70 lieux rendent hommage à Jean Lesage
- L'autoroute Jean-Lesage (autoroute 20) entre Mont-Joli et Le Bic, ainsi qu'entre Notre-Dame-des-Neiges et Montréal, a été nommée en son honneur[62].
- L'aéroport international Jean-Lesage de Québec.
- La circonscription électorale Jean-Lesage, dans la région de Québec.
- Un monument à son effigie a été érigé sur la colline parlementaire de Québec en 2000.
- La Centrale hydroélectrique Manic-2  (le barrage Manic-2) est rebaptisée d'après lui le 22 juin 2010[63].
- Boulevard à Québec.

## Résultats électoraux

### Québec
|       | Nom                       | Parti                       | Nombre de voix | %      | Maj.  |
| ----- | ------------------------- | --------------------------- | -------------- | ------ | ----- |
|       | Jean Lesage               | Libéral                     | 11 635         | 55,9 % | 2 523 |
|       | Paul-É. Vaillancourt      | Union nationale             | 9 112          | 43,8 % | -     |
|       | Georges Baker dit Vaccari | Union nationale indépendant | 79             | 0,4 %  | -     |
| Total | Total                     | Total                       | 20 826         | 100 %  |       |

|       | Nom                   | Parti           | Nombre de voix | %      | Maj.  |
| ----- | --------------------- | --------------- | -------------- | ------ | ----- |
|       | Jean Lesage (sortant) | Libéral         | 14 582         | 67,9 % | 7 692 |
|       | Paul-É. Vaillancourt  | Union nationale | 6 890          | 32,1 % | -     |
| Total | Total                 | Total           | 21 472         | 100 %  |       |

|       | Nom               | Parti               | Nombre de voix | %      | Maj.   |
| ----- | ----------------- | ------------------- | -------------- | ------ | ------ |
|       | Jean Lesage       | Libéral             | 22 532         | 65,7 % | 14 156 |
|       | Maxime Langlois   | Union nationale     | 8 376          | 24,4 % | -      |
|       | Henri Laberge     | RIN                 | 2 991          | 8,7 %  | -      |
|       | Arthur Beauchemin | Ralliement national | 394            | 1,1 %  | -      |
| Total | Total             | Total               | 34 293         | 100 %  |        |

### Résultats électoraux du Parti libéral sous Jean Lesage
| Partis | Partis                      | Chef                        | Candidats | Sièges | Sièges | Voix      | Voix   | Voix    |
| Partis | Partis                      | Chef                        | Candidats | 1956   | Élus   | Nb        | %      | +/-     |
| --- | --------------------------- | --------------------------- | --------- | ------ | ------ | --------- | ------ | ------- |
| | Libéral                     | Jean Lesage                 | 95        | 20     | 51     | 1 077 135 | 51,4 % | +6,53 % |
| | Union nationale             | Antonio Barrette            | 95        | 72     | 43     | 977 318   | 46,6 % | -5,19 % |
| | Union nationale indépendant | Union nationale indépendant | 22        | -      | -      | 10 531    | 0,5 %  | +0,28 % |
| | Libéral indépendant         | Libéral indépendant         | 20        | -      | -      | 8 208     | 0,4 %  | 0,15 %  |
| | Communiste                  |                             | 2         | -      | -      | 536       | 0 %    | -       |
| | Libéral républicain         | Libéral républicain         | 1         | -      | -      | 188       | 0 %    | -       |
| | Social démocratique         |                             | 1         | -      | -      | 166       | 0 %    | -0,59 % |
| | Capital familial            |                             | 1         | -      | -      | 144       | 0 %    | +0,00 % |
| | Union nationale ouvrier     | Union nationale ouvrier     | 1         | -      | -      | 134       | 0 %    | -0,02 % |
| | Ouvrier                     |                             | 1         | -      | -      | 50        | 0 %    | -0,07 % |
| | Indépendant                 | Indépendant                 | 14        | 1      | 1      | 22 187    | 1,1 %  | -0,74 % |
| Total | Total                       | Total                       | 253       | 93     | 95     | 2 096 597 | 100 %  |         |
| Le taux de participation lors de l'élection était de 81,7 % et 33 510 bulletins ont été rejetés. Il y avait 2 608 439 personnes inscrites sur la liste électorale pour l'élection. |                             |                             |           |        |        |           |        |         |

| Partis | Partis                      | Chef                        | Candidats | Sièges | Sièges | Voix      | Voix   | Voix    |
| Partis | Partis                      | Chef                        | Candidats | 1960   | Élus   | Nb        | %      | +/-     |
| --- | --------------------------- | --------------------------- | --------- | ------ | ------ | --------- | ------ | ------- |
| | Libéral                     | Jean Lesage                 | 95        | 51     | 63     | 1 205 253 | 56,4 % | +5,02 % |
| | Union nationale             | Daniel Johnson (père)       | 95        | 43     | 31     | 900 817   | 42,2 % | -4,46 % |
| | Libéral indépendant         | Libéral indépendant         | 10        | -      | -      | 11 209    | 0,5 %  | 0,13 %  |
| | Conservateur                |                             | 1         | -      | -      | 4 255     | 0,2 %  | -       |
| | Action provinciale          |                             | 11        | -      | -      | 1 445     | 0,1 %  | -       |
| | Union nationale indépendant | Union nationale indépendant | 2         | -      | -      | 336       | 0 %    | -0,03 % |
| | Communiste                  |                             | 1         | -      | -      | 71        | 0 %    | -0,03 % |
| | Indépendant                 | Indépendant                 | 9         | 1      | 1      | 13 581    | 0,6 %  | 0,42 %  |
| Total | Total                       | Total                       | 224       | 95     | 95     | 2 136 967 | 100 %  |         |
| Le taux de participation lors de l'élection était de 79,6 % et 29 509 bulletins ont été rejetés. Il y avait 2 721 933 personnes inscrites sur la liste électorale pour l'élection. |                             |                             |           |        |        |           |        |         |

| Partis | Partis                     | Chef                           | Candidats | Sièges | Sièges | Voix      | Voix   | Voix    |
| Partis | Partis                     | Chef                           | Candidats | 1962   | Élus   | Nb        | %      | +/-     |
| --- | -------------------------- | ------------------------------ | --------- | ------ | ------ | --------- | ------ | ------- |
| | Union nationale            | Daniel Johnson                 | 108       | 31     | 56     | 948 928   | 40,8 % | -1,33 % |
| | Libéral                    | Jean Lesage                    | 108       | 63     | 50     | 1 099 435 | 47,3 % | -9,11 % |
| | RIN                        | Pierre Bourgault               | 73        | -      | -      | 129 045   | 5,6 %  | -       |
| | Ralliement national        | René Jutras et Laurent Legault | 90        | -      | -      | 74 670    | 3,2 %  | -       |
| | Conservateur               |                                | 4         | -      | -      | 6 183     | 0,3 %  | -0,07 % |
| | Socialiste                 | Jean-Marie Bédard              | 5         | -      | -      | 1 090     | 0 %    | -       |
| | Communiste                 |                                | 4         | -      | -      | 502       | 0 %    | +0,02 % |
| | Droit vital                |                                | 1         | -      | -      | 417       | 0 %    | -       |
| | Démocratisation économique |                                | 1         | -      | -      | 125       | 0 %    | -       |
| | Indépendant                | Indépendant                    | 18        | 1      | 2      | 59 787    | 2,6 %  | +2,15 % |
| | Sans désignation           | Sans désignation               | 6         | -      | -      | 4 647     | 0,2 %  | -       |
| Total | Total                      | Total                          | 418       | 95     | 108    | 2 324 829 | 100 %  |         |
| Le taux de participation lors de l'élection était de 73,6 % et 45 681 bulletins ont été rejetés. Il y avait 3 222 302 personnes inscrites sur la liste électorale pour l'élection. |                            |                                |           |        |        |           |        |         |